# Melomys cervinipes
Melomys cervinipes  (Gould, 1852) è un roditore della famiglia dei Muridi endemico dell'Australia.

## Descrizione

### Dimensioni
Roditore di medie dimensioni, con la lunghezza della testa e del corpo tra 100 e 200 mm, la lunghezza della coda tra 115 e 200 mm, la lunghezza del piede tra 23 e 30 mm, la lunghezza delle orecchie tra 16 e 22 mm e un peso fino a 110 g.

### Aspetto
La pelliccia è lunga e lanosa. Le parti superiori variano dal grigiastro al bruno-arancione con riflessi bruno-rossastri, mentre le parti ventrali sono bianche, bianco-giallastre opache nelle due sottospecie M.c.cervinipes e M.c.bunya. Il muso è grigiastro, le orecchie sono corte ma alquanto larghe, rotonde e grigio scure. Le zampe sono marroni chiare. La coda è più lunga della testa e del corpo, grigio-nerastra sopra, più chiara sotto e ricoperta da 10-13 anelli di scaglie per centimetro, corredata ciascuna da 3 peli. Il cariotipo è 2n=48 FN=54.

## Biologia

### Comportamento
È una specie notturna e arboricola. Costruisce nidi sferici di foglie tra le chiome degli alberi.

### Alimentazione
Si nutre di foglie, germogli e frutta.

### Riproduzione
Si riproduce in primavera ed estate nelle zone meridionali dell'areale, nelle altre parti a metà dell'anno. Le femmine danno alla luce fino a 3 piccoli più volte durante la stagione dopo una gestazione di circa 38 giorni e vengono svezzati dopo 3 settimane.

## Distribuzione e habitat
Questa specie è diffusa lungo le coste del Queensland e del Nuovo Galles del Sud settentrionale e centrale.
Vive nelle foreste umide tropicali, nei boschi di alberi semi-decidui, nelle boscaglie con prevalenza di alberi bottiglia e nelle paludi alberate nel Queensland, mentre a sud del suo areale è presente in foreste di Sclerofille, savane alberate costiere e anche in mangrovie.

## Tassonomia
Sono state riconosciute 6 sottospecie:
- M.c.cervinipes: Coste sud-orientali del Queensland e nord-orientali del Nuovo Galles del Sud;
- M.c.banfieldi (De Vis, 1907): Isola Dunk, lungo le coste nord-orientali del Queensland;
- M.c.bunya (Tate, 1951): Monti Bunya, Queensland sud-orientale;
- M.c.eboreus (Thomas, 1924): Coste nord-orientali del Queensland;
- M.c.limicauda (Troughton, 1935): Isola Hayman, lungo le coste nord-orientali del Queensland;
- M.c.pallidus (Troughton & Le Souef, 1929): Isola Hinchbrook, lungo le coste nord-orientali del Queensland;

## Conservazione
La IUCN Red List, considerato il vasto areale e la popolazione numerosa, classifica M. cervinipes come specie a rischio minimo (Least Concern).